# The One (Los Ángeles)
The One es una residencia privada en Bel Air, Los Ángeles. Es un complejo formado por una residencia principal y tres casas más pequeñas de estilo modernista y fue desarrollado por Nile Niami. La propiedad tiene 105 000 pies cuadrados (975 481,5 dm²) en 3,8 acres (1,5 ha). La construcción comenzó en 2014 y finalizó en 2021. Niami inicialmente intentó vender la mansión por 500 millones de dólares, pero su empresa cayó en quiebra y el edificio se vendió en una subasta por 126 millones de dólares, un precio de venta récord en subasta en Estados Unidos.

## Diseño y construcción
Nile Niami compró el lote de 3,8 acres (1,5 ha) en la cima de una colina en Bel Air, Los Ángeles, por $28 millones en 2012. La parcela tiene una vista de 360 grados del Océano Pacífico, el centro de Los Ángeles y la sierra de San Gabriel. La propiedad tenía una casa de 10 000 pies cuadrados (92 903 dm²), que Niami demolió. La construcción comenzó en 2014. Los trabajadores retiraron  37 000 m³ de tierra de la propiedad en 5000 camiones, un proceso que tardó dos años en completarse. Los residentes de Bel-Air que se opusieron al proyecto formaron una alianza de propietarios, liderada por Fred Rosen, ex director ejecutivo de Ticketmaster, quien insistió en que debería permitirse como desarrollo comercial. En diciembre de 2016, el Concejo Municipal de Los Ángeles aprobó reescribir las ordenanzas municipales para regular más estrictamente el tamaño de las nuevas viviendas que se construyen en barrios unifamiliares y zonas con colinas. Niami tenía la intención de completar The One para 2018, pero la construcción experimentó retrasos y no se completó hasta 2021.
The One fue diseñado por Niami y Paul McClean, quien también fue el arquitecto, y Kathryn Rotondi, la diseñadora de interiores. Niami la llamó «The One», ya que Niami insiste en que no hay una casa como esta y dijo que quería ponerla a la venta por $ 500 millón. The One es una residencia privada diseñada con arquitectura modernista. La propiedad tiene un total de 105 000 pies cuadrados (975 481,5 dm²), incluyendo 74 000 pies cuadrados (687 482,2 dm²) de residencia principal y tres casas de huéspedes más pequeñas. The One tiene 21 dormitorios y 42 baños, con una suite principal de  5500 pies cuadrados (51 096,7 dm²) . The One también tiene un skydeck de 10 000 pies cuadrados (92 903 dm²), un garaje para 30 coches con dos plataformas giratorias para automóvil de exhibición, una bolera de cuatro carriles, una sala de cine, una discoteca, una peluquería, un «ala filantrópica» diseñada para albergar galas benéficas con hasta 200 invitados y un casino «estilo Mónaco». La propiedad tiene una pista para jogging de 400 pies (121,9 m) y cinco piscinas, incluido un foso con borde infinito. Fortune estimó que la mansión requeriría 50 sistemas HVAC y costaría 50.000 dólares al mes en costos de electricidad para enfriarla durante el verano. The One contiene piezas de arte personalizadas realizadas por Niclas Castello, Mike Fields, Stephen Wilson y Simone Cenedese.
Loot: todo el dinero, una serie de Apple TV+, se filmó en The One en 2021.

## Problemas financieros y venta
Niami reconoció que en ocasiones tuvo que detener la construcción por falta de financiación. Niami pidió prestado $82,5 millones del fondo de inversión de Don Hankey, Hankey Capital, en 2018. La deuda creció a más de $110 millones en deuda para marzo de 2021, cuando Hankey entregó a Niami una notificación de incumplimiento, dándole a Niami 90 días para pagar la deuda. Crestlloyd, la sociedad de responsabilidad limitada de Niami, incumplió en una deuda de un total de 165 millones de dólares derivada de la propiedad en marzo de 2021. Crestlloyd se declaró en quiebra según el Capítulo 11 en un intento de evitar que The One cayera en ejecución hipotecaria, pero el Tribunal Superior del Condado de Los Ángeles puso la propiedad en suspensión de pagos en julio. Niami intentó crear una criptomoneda llamada The One Coin que sería respaldada por la casa para recaudar fondos para pagar la deuda, pero el plan no tuvo éxito.
Concierge Auctions puso el complejo a la venta por 295 millones de dólares en enero de 2022. No recibió una oferta y acudió a una subasta por quiebra en marzo de 2022, donde se vendió a Richard Saghian, director ejecutivo de Fashion Nova, por 126 millones de dólares. más una comisión del 12 por ciento a Concierge Auctions que elevó su inversión total a $141 millones. La venta estableció el récord de la venta de propiedad más grande en subasta en los Estados Unidos, superando la Hearst Estate en Beverly Hills, que se vendió por $63,1 millones en 2021. La casa carecía de cédula de habitabilidad y requería un estimado de $20 millones en costos de construcción adicionales en el momento de la venta.
Niami intentó impugnar la venta, buscando recaudar 250 millones de dólares de inversores antes de que un tribunal de quiebras pudiera aprobar la venta, mientras que otros acreedores se opusieron a la venta debido al precio inferior al esperado. Sin embargo, un juez aprobó la venta. Los acreedores entablaron demandas sobre el producto de la venta.